# ГЕС Lǎojiāngdǐ
ГЕС Lǎojiāngdǐ (老江底水电站) — гідроелектростанція на півдні Китаю у провінції Гуйчжоу. Знаходячись перед ГЕС Лубуге, входить до складу каскаду на річці Huangni, лівій притоці Наньпан, котра в свою чергу є правим витоком Hongshui (разом з Qian та Xun утворює основну течію річкової системи Сіцзян, котра завершується в затоці Південно-Китайського моря між Гуанчжоу та Гонконгом).
В межах проекту річку перекрили бетонною арковою греблею висотою 67 метрів та довжиною 128 метрів. Вона утримує водосховище з об'ємом 155,5 млн м3 та припустимим коливанням рівня поверхні у операційному режимі позначками 1175 та 1182 метра НРМ (під час повені до 1189,3 метра НРМ).
Зі сховища під лівобережним гірським масивом прокладений дериваційний тунель довжиною 1,4 км який транспортує ресурс для двох турбін типу Френсіс потужністю по 50 МВт. Вони використовують напір у 59 метрів та забезпечують виробництво 0,4 млрд кВт-год електроенергії на рік.